# 海洋生態系

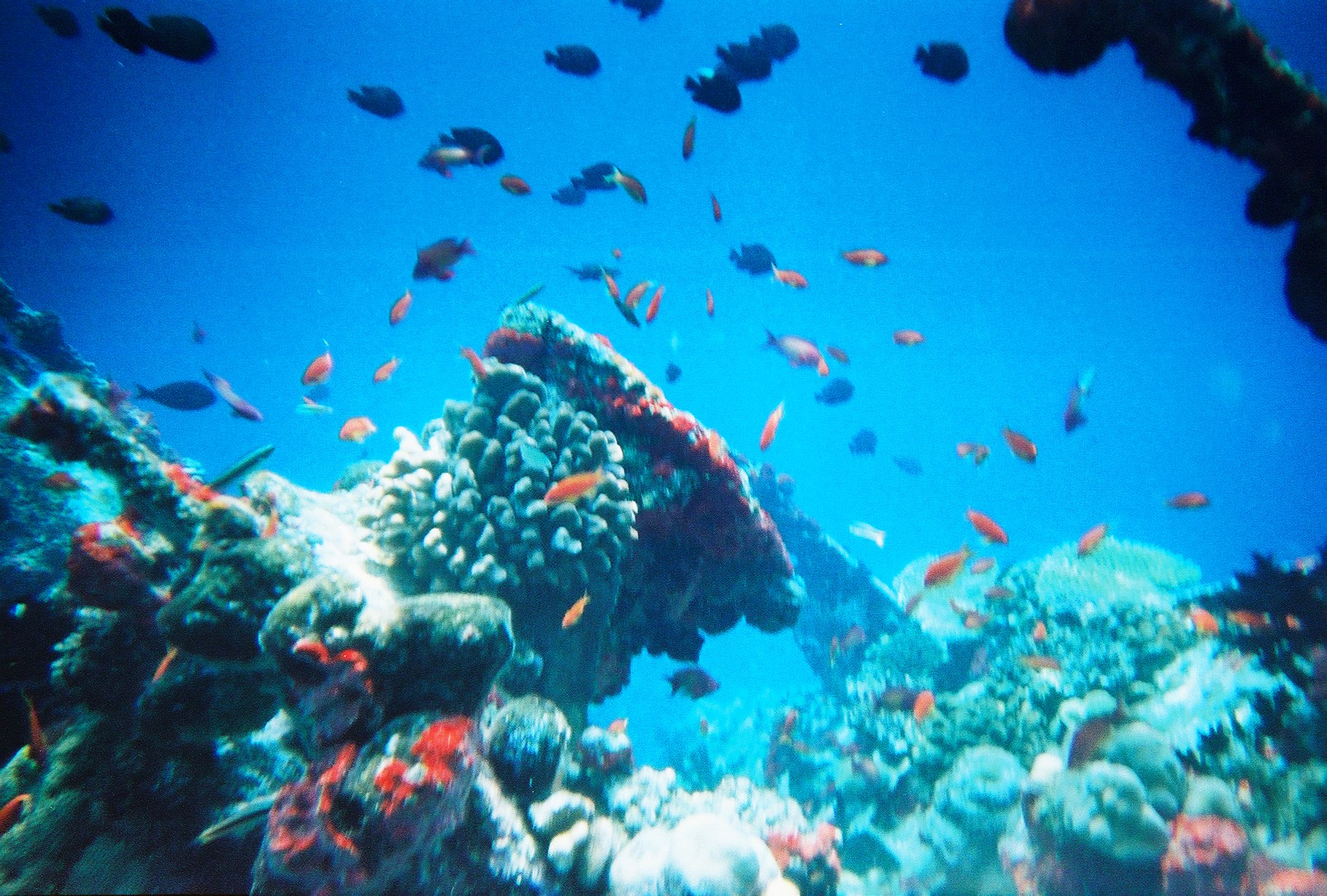
サンゴ礁は驚くべき多様性を持つ複雑な海洋生態系を形成している。

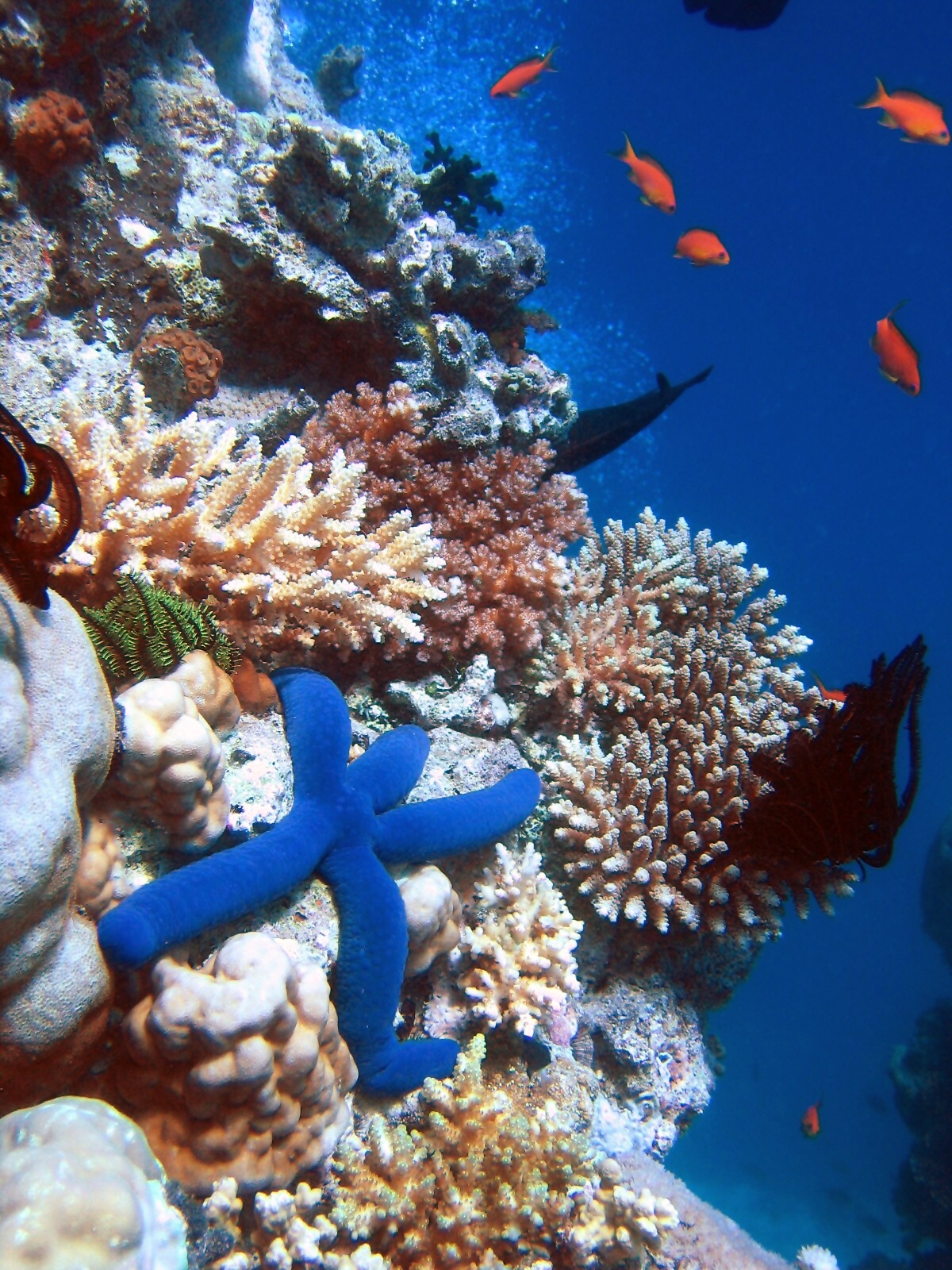
グレートバリアリーフでは、さまざまな種類のヒトデ、サンゴ礁、魚を見ることができる。

海洋生態系（かいようせいたいけい）は、地球上で最大の水生生態系であって、塩沼、海岸、河口 、ラグーン、マングローブ、サンゴ礁、深海、底質などの海洋環境と生息する生物をいう。 塩分濃度の低い淡水生態系と対比される。海水面は地球表面の三分の二を覆っている。 
一般に海洋生態系は、光合成を行い水中の栄養塩を吸収する植物プランクトンや海藻等の一次生産者を基礎として、一次生産者（死んだ有機物も含む）を直接間接的に捕食する生物、さらに生物間の食物連鎖で構成されている。また、水温や日照、潮流、海底地形、栄養塩濃度、酸素濃度等の海洋環境の影響を受けて、水域毎に海洋生態系を構成する（海洋環境に適応した）生物が異なる。 
なお、サンゴ礁を形成する造礁性サンゴは、光合成を行う褐虫藻と共生することにより、暖水かつ低栄養塩の海洋環境に適応した生物であり、そのような海洋環境の海洋生態系の基礎生産を支える重要な生物である。
海洋生態系は、通常、大規模な生物多様性を持っているため、 外来種に対する強い耐性を持っていると考えられている。

## 持続可能な開発目標(SDGs)の目標14
国連が2030年までに達成すべき目標として2015年9月に採択した『我々の世界を変革する： 持続可能な開発のための2030アジェンダ』の中の17個の目標の中の「目標14」として、海洋生態系を持続可能な形で保護することが謳われている。